# Värdart

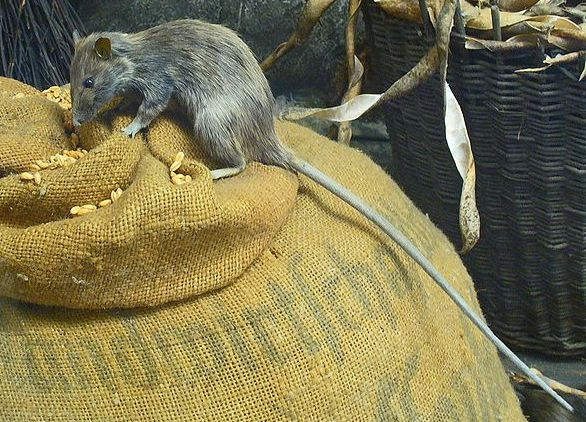
Svartråttan, Rattus rattus, är värdart för böldpest tillsammans med pestloppan som lever i pälsen hos denna råttart.

En värdart är inom biologin en organism som är värd för en parasit eller epifyt eller lever i symbios med en annan art.